# McLaren
McLaren (od 2018 występujący pod nazwą McLaren F1 Team) – brytyjski zespół wyścigowy oraz konstruktor, aktywny w Mistrzostwach Świata Formuły 1 od 1966. Brał także udział w wyścigach Indianapolis 500 i Can-Am. Jest to drugi najbardziej utytułowany zespół w Formule 1 po ekipie Ferrari. McLaren wygrał 200 wyścigów, dziewięciokrotnie zdobywał tytuł mistrza konstruktorów, a kierowcy McLarena dwanaście razy zdobyli tytuł mistrzowski.
Zespół został założony w 1963 przez Bruce'a McLarena. Pierwsze zwycięstwo brytyjskiej ekipy miało miejsce podczas wyścigu o Grand Prix Belgii 1968, jednak wcześniej McLaren świętował sukcesy w Can-Am, gdzie w latach 1967–1971 reprezentanci Bruce McLaren Motor Racing zdobywali mistrzostwo. W wyścigach Indianapolis 500, McLaren wygrywał trzykrotnie – w 1972, 1974 i 1976. Po śmierci Bruce’a McLaren’a, w czerwcu 1970 zespołem zaczął kierować Teddy Mayer. Amerykanin doprowadził zespół do mistrzostwa konstruktorów w 1974, a także Emersona Fittipaldiego i Jamesa Hunta, odpowiednio w 1974 i 1976 do tytułów wśród kierowców. W 1974 rozpoczęta została współpraca z firmą tytoniową Philip Morris, która reklamowała markę Marlboro.
W 1981, McLaren połączył się z ekipą Project Four Racing, kierowaną przez Rona Dennisa, uczestniczącą w Mistrzostwach Europy Formuły 2 i posiadającą sponsoring firmy Philip Morris. Brytyjczyk przejął zespół i później wykupił akcje dotychczasowych akcjonariuszy zespołu. Zespół zaczął dominować, a ich samochody były najpierw napędzane silnikami Ford, Porsche (ukrywanym pod nazwą TAG) i Hondy. Niki Lauda, Alain Prost i Ayrton Senna zapewnili zespołowi sześć tytułów wśród konstruktorów i siedem tytułów mistrzowskich wśród kierowców. Duet Prost-Senna dominował w sezonie 1988, gdzie wygrali 15 z 16 wyścigów sezonu, później narastał konflikt Francuza z Brazylijczykiem, wskutek czego Prost odszedł do Ferrari przed sezonem 1990.
Po sezonie 1992, Honda wycofała się z Formuły 1, natomiast dwa lata później, Senna dołączył do Williamsa i od ostatniego zwycięstwa w Grand Prix Australii 1993, McLaren nie mógł odnieść pojedynczego zwycięstwa. Z silnikami Mercedesa, sponsoringiem firmy West i dołączeniem Adriana Neweya do zespołu McLaren zdobył kolejne mistrzostwa w sezonach 1998 i 1999 z Miką Häkkinenem. Później McLaren zdobył mistrzostwo w 2008 dzięki Lewisowi Hamiltonowi, który wygrał w klasyfikacji kierowców.
Ron Dennis przed sezonem 2009 powierzył kierowanie zespołem Martinowi Whitmarshowi, który został odsunięty od tej funkcji po rozczarowującym sezonie 2013. Od 2014 ekipą kierował Éric Boullier, który zrezygnował w trakcie sezonu 2018. Od 1 maja 2019, dyrektorem wyścigowym zespołu był Andreas Seidl, którego w 2022 zastąpił Andrea Stella. Od 2021 zespół ponownie jeździ z silnikami Mercedes. Ponowna współpraca McLarena i Mercedesa dała mistrzostwo konstruktorów w sezonie 2024.
Po początkowym jednorazowym powrocie do Indianapolis 500 w 2017 jako partner samochodu Andretti Autosport kierowanego przez Fernando Alonso, w sierpniu 2019 zespół ogłosił partnerstwo z ekipą Schmidt Peterson Motorsports, startującą w serii IndyCar Series i od 2020 zespół startuje w amerykańskiej serii jako Arrow McLaren SP.

## Historia

### Początki (1966-1967)
Pochodzący z Nowej Zelandii Bruce McLaren w 1963 roku postanowił założyć własny zespół, który nazwał McLaren Motor Racing Ltd. Głównym powodem stworzenia własnego zespołu było lekceważenie sugestii technicznych McLarena przez jego dotychczasowy zespół, Cooper Car Company. Wynajął inżynierów i rozpoczął pracę nad samochodem, którym zadebiutował w Formule 1 podczas Grand Prix Monako w sezonie 1966. Za kierownicą jedynego wystawionego bolidu, M2B (zmodyfikowany samochód testowy M2A, którego projektantem był Robin Herd) z silnikiem Ford Indy V8, zasiadł Bruce McLaren, który jednak wycofał się już na dziewiątym okrążeniu z powodu wycieku oleju. McLaren nie zdołał zakwalifikować się do wyścigów w Belgii i Holandii (drugiej i piątej rundy mistrzostw). Nie brał także udziału w Grand Prix Francji (trzeciej rundzie), ale za to w Wielkiej Brytanii (czwarta runda) wywalczył dla zespołu pierwszy punkt, zajmując szóstą pozycję. We wszystkich tych wyścigach samochód był napędzany 3-litrową jednostką V8 produkowanymi przez firmę Serenissima. McLaren nie startował w Niemczech i we Włoszech, a w ostatnich rundach sezonu w Stanach Zjednoczonych i Meksyku powrócił do silników Forda. Na torze Watkins Glen Bruce’a zawiodła jednostka napędowa, ale w Meksyku zajął piątą pozycję. Ostatecznie, w klasyfikacji konstruktorów McLaren-Ford został sklasyfikowany na dziewiątym miejscu (2 punkty), a McLaren-Serenissima na dziesiątym (1 punkt).
W sezonie 1967 Bruce pozostał jedynym kierowcą zespołu. Zmienił się jednak dostawca silników, którym został BRM. Początkowo zespół dostał do dyspozycji małe 2-litrowe jednostki V8. Do montażu tych jednostek Robin Herd przystosował samochód M4A, przeznaczony na potrzeby Formuły 2 i 3, tworząc M4B. Tym modelem McLaren wystartował tylko w Monako i Holandii (nie startował w Grand Prix RPA). Samochód dobrze spisał się w trakcie pierwszego z wyścigów, gdzie Bruce zajął czwartą pozycję, ale w drugim nie był w stanie pokazać swojego potencjału z powodu rozbicia go na drugim okrążeniu, po poślizgu spowodowanym plamą oleju.
Kolejnym wyścigiem dla zespołu była dopiero ósma runda w Kanadzie (przed tą rundą Bruce startował we Francji, Wielkiej Brytanii i Niemczech w samochodach marki Eagle), gdzie zadebiutował model M5A (także projektu Herda) z silnikiem BRM 3,0l V12 i gdzie Bruce zajął siódme miejsce. Ostatnich rund sezonu (Grand Prix Włoch, Stanów Zjednoczonych i Meksyku) zespół nie ukończył, do wszystkich zakwalifikował się w pierwszej dziesiątce, a na Monzie na trzecim miejscu. W całym sezonie zespół został sklasyfikowany na jedenastym miejscu z dorobkiem 3 punktów.

### Pierwsze sukcesy w F1 (1968-1970)

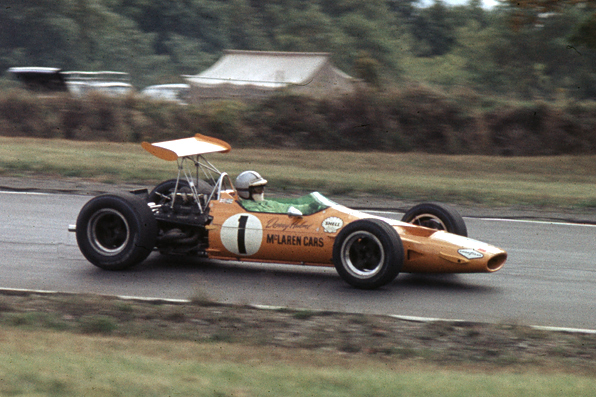
Denny Hulme podczas Grand Prix Stanów Zjednoczonych (1968)

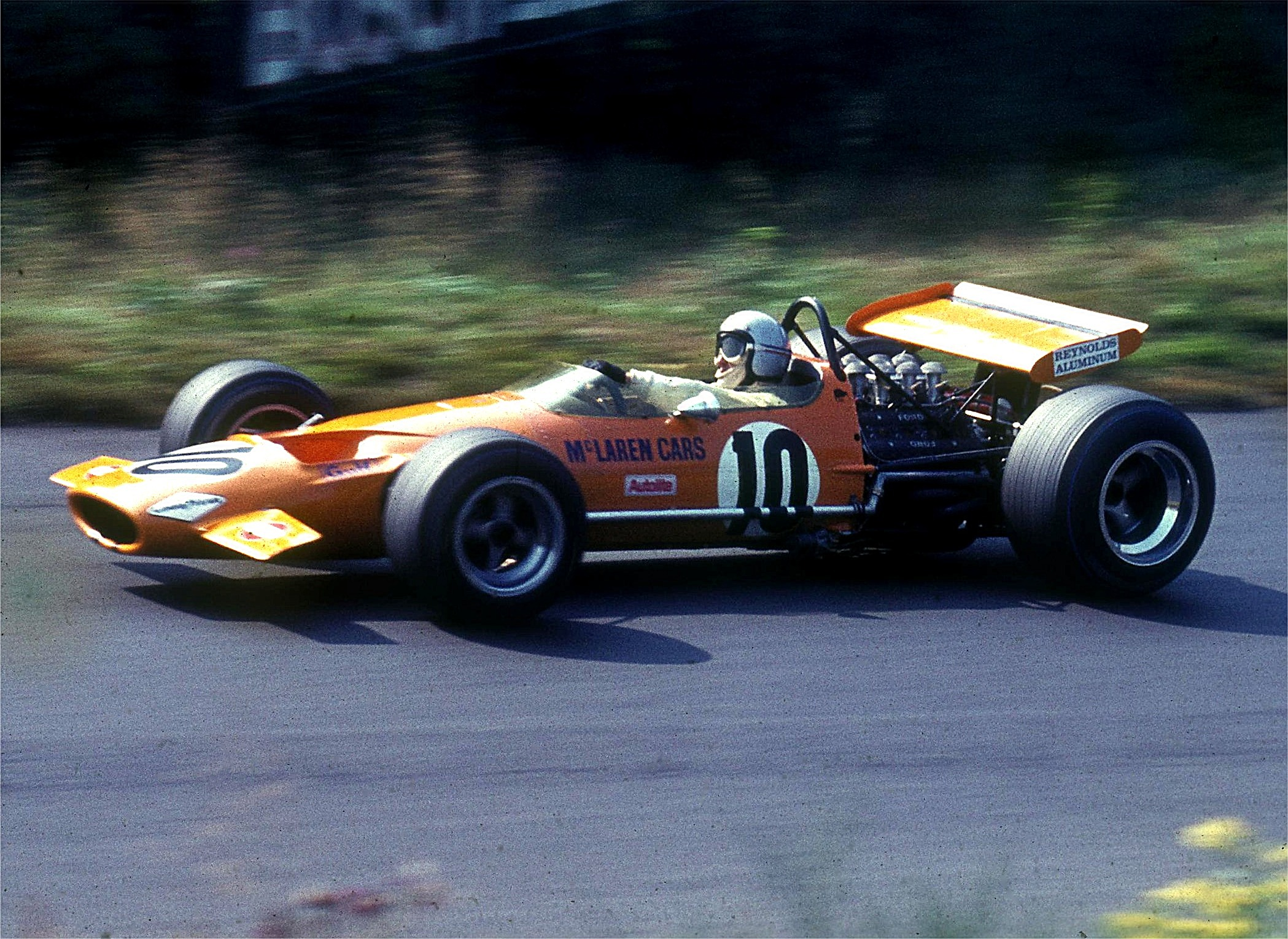
Bruce McLaren w trakcie treningów przed Grand Prix Niemiec (1969)

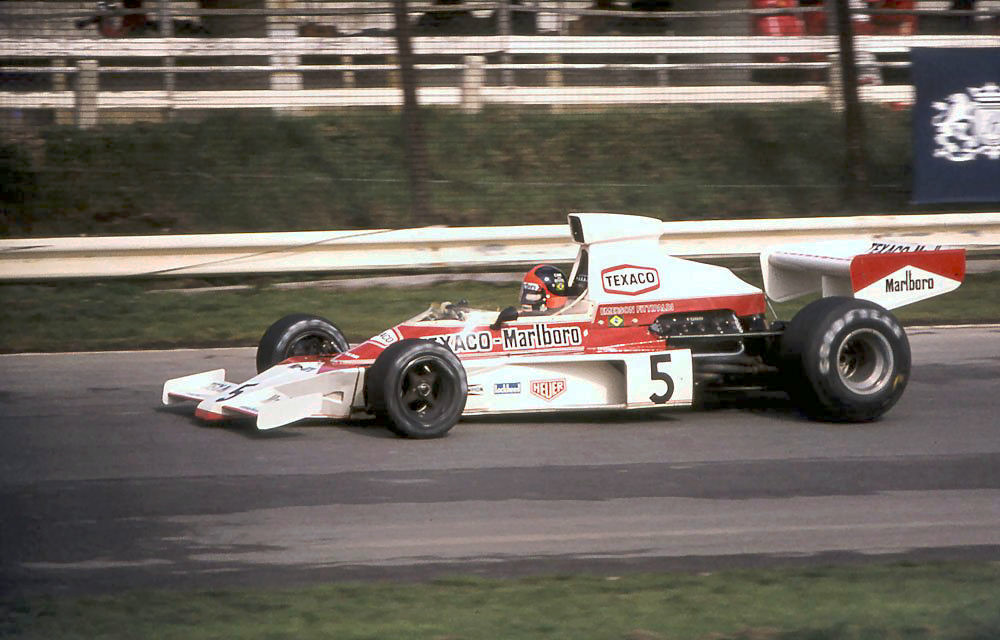
Emerson Fittipaldi w trakcie Grand Prix Wielkiej Brytanii (1974)

Denny Hulme, rodak Bruce’a i Mistrz Świata Formuły 1 z sezonu 1967, dołączył do zespołu w sezonie 1968. Była to częściowo zasługa firm Goodyear i Gulf Oil. W pierwszym wyścigu sezonu w RPA, McLaren wystawił tylko jeden samochód, który poprowadził Hulme. Nowozelandczyk wystartował na starym M5A z silnikiem BRM. Jednak model M7A przystosowany do silników Ford Cosworth DFV był już wkrótce gotowy. Projektantem samochodu był ponownie Robin Herd (później przeszedł do Coswortha). Silniki Forda były o około 60 koni mechanicznych silniejsze niż jednostki BRM. Zespół wykorzystał przerwę, jaka dzieliła pierwszą i drugą eliminację mistrzostw (pierwszy wyścig odbył się 1 stycznia, a drugi 12 maja) i wziął udział w wyścigach niezaliczanych do cyklu mistrzostw, które odbyły się w Wielkiej Brytanii. Był to test dla nowych samochodów, których osiągi okazały się więcej niż dobre. Bruce wygrał w Race of Champions, a Denny w International Trophy na Silverstone, gdzie Bruce był drugi.
Nowy samochód dobrze spisał się także podczas swojego debiutu w mistrzostwach. W Grand Prix Hiszpanii, gdzie zespół po raz pierwszy wystawił dwa bolidy, Hulme wywalczył drugą pozycję, ale Bruce był zmuszony wycofać się z powodu wycieku oleju. Reszta sezonu była także dość udana dla zespołu, ale pomimo używania identycznych jednostek napędowych McLareny były wolniejsze od Lotusów i Matr. Jednak zarówno Bruce, jak i Denny zdołali wygrać wyścig. Pierwszy z nich zwyciężył w Grand Prix Belgii (pierwsze zwycięstwo dla zespołu w Formule 1 oraz pierwsze zwycięstwo kierowcy we własnym samochodzie), a drugi w Grand Prix Włoch i Kanady, gdzie zespół po raz pierwszy finiszował na miejscach 1-2. W klasyfikacji końcowej Hulme znalazł się na trzeciej pozycji z dorobkiem 33 punktów, a Bruce z 22 punktami został sklasyfikowany na pozycji piątej.
McLaren zdecydował się na sprzedawanie swoich samochodów innym zespołom: stare McLareny M5A z silnikami BRM trafiły w ręce Szweda, Jo Bonniera (startował w sześciu wyścigach, do jednego się nie zakwalifikował), a M7A z silnikami Forda zakupił Dan Gurney. Amerykanin wystartował w tym samochodzie w trzech wyścigach, kończąc Grand Prix Stanów Zjednoczonych na czwartej pozycji, przed Bruce’em, który był szósty. Tym samym dopisał do klasyfikacji generalnej konstruktorów 3 punkty (ówczesny system punktacji brał pod uwagę punkty zdobywane przez samochód jednego producenta znajdujący się na najwyższej pozycji). McLaren-BRM z dorobkiem 3 punktów (Hulme – 2 pkt i Bonnier – 1 pkt) został sklasyfikowany na dziesiątym miejscu, a McLaren-Ford na miejscu drugim z dorobkiem 49 punktów (Hulme – 31 pkt, McLaren – 15 pkt i Gurney – 3 pkt).
W pierwszym wyścigu sezonu 1969 (Grand Prix RPA) Denny Hulme otrzymał do dyspozycji McLarena M7A, a Bruce zasiadł za kierownicą zmodyfikowanego M7B (w pozostałych wyścigach sezonu Bruce prowadził wersję C, a wersja B powędrowała w ręce Vica Elforda z zespołu Antique Automobiles). Oprócz nich na starcie toru Kyalami pojawił się pochodzący z RPA Basil van Rooyen (Team Lawson) w M7A. Wszystkie bolidy napędzane były przez silnik Ford Cosworth DFV (podobni jak reszta stawki, oprócz BRM i Ferrari). Hulme ukończył wyścig na trzecim, a Bruce na piątym miejscu. Natomiast van Rooven nie ukończył wyścigu z powodu awarii hamulców. Zespół korzystał ze starych pojazdów ponieważ trwały intensywne prace nad samochodem z napędem na cztery koła. M9A zadebiutował podczas Grand Prix Wielkiej Brytanii, zespół wystawił go jako trzeci bolid, a za jego kierownicą zasiadł Derek Bell. Była to bardzo nieudana konstrukcja i nie została więcej wystawiona w wyścigu.
Problemy z oponami, niezawodnością, jedenaście wyścigów w serii CanAm oraz program rozwojowy M9A odbiły się na osiągach zespołu. Bruce trzykrotnie stanął na podium (druga pozycja w Hiszpanii i trzecia pozycja w Wielkiej Brytanii i Niemczech). Denny po zajęciu trzeciej pozycji w pierwszym wyścigu i słabej dyspozycji w drugiej części sezonu zdołał jeszcze wygrać wyścig o Grand Prix Meksyku, gdy opony Goodyear dogoniły pod względem rozwoju opony Firestone i Dunlop. Kierowcy zostali sklasyfikowani odpowiednio na trzecim (26 pkt) i piątym (20 pkt) miejscu. Wszystkie punkty McLarena w klasyfikacji konstruktorów zdobyli kierowcy fabryczni. Z dorobkiem 38 punktów (Bruce – 22 pkt i Denny – 16 pkt) zespół sklasyfikowano na czwartym miejscu.
Lata 70. rozpoczęły się dla zespołu tragicznie – 2 czerwca 1970 roku zginął Bruce McLaren. Nowozelandczyk testował na torze Goodwood nowy samochód do startów w serii Can-Am.

### Po śmierci McLarena (1971-1980)
W sezonie 1974 McLaren zdobył pierwszy tytuł Mistrza Świata Konstruktorów Formuły 1 i Mistrza Świata Kierowców (Emerson Fittipaldi), odniósł także pierwsze zwycięstwo w wyścigu Indianapolis 500 (Johnny Rutherford). Kolejny tytuł w klasyfikacji kierowców zdobył dla McLarena James Hunt w sezonie 1976.

### Przejęcie władzy przez Dennisa (1981-1987)

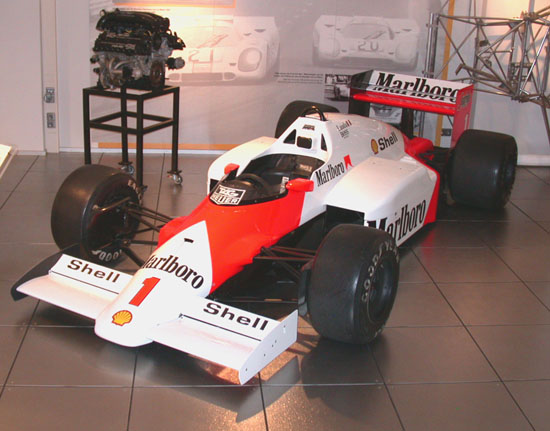
Samochody McLaren w latach 1983–1987 napędzane były silnikami Porsche

Zespół McLaren w formie jaką znamy dzisiaj powstała w wyniku połączenia z zespołem Formuły 2, którego właścicielem był Ron Dennis (Project 4), co miało miejsce w 1981 r. Od tego czasu kolejne modele McLarena miały oznaczenia MP4/x (skrót MP4 pochodzi obecnie od McLaren Project 4, a w latach, gdy sponsorem było Marlboro oznaczał Marlboro Project 4) wprowadzone wraz z modelem MP4/1C, gdzie x jest kolejnym numerem wersji. Obecnie McLaren stosuje oznaczenia MP4-x (wprowadzone w 2001 roku wraz z modelem MP4-16).
Na początkowe lata kontroli zespołu przez Dennisa przypada okres największych jego sukcesów. John Barnard zaprojektował rewolucyjne nadwozie samochodu „MP4”, pierwsze nadwozie w F1 wykonane w całości z włókien węglowych. Samochód był napędzany silnikiem Porsche (sponsorowanym przez firmę TAG) z turbo doładowaniem. McLaren postawił także na silnych kierowców, w tym okresie dla zespołu jeździli Niki Lauda, Alain Prost, Keke Rosberg i Stefan Johannson. McLaren-TAG zdobył tytuł Mistrza Świata Konstruktorów w sezonach 1984 (Lauda został Mistrzem Świata) i w 1985 (Prost został Mistrzem Świata). Rok później, w sezonie 1986, Alain Prost zdobył drugi tytuł Mistrza Świata Kierowców.

### Współpraca z Hondą (1988-1992)

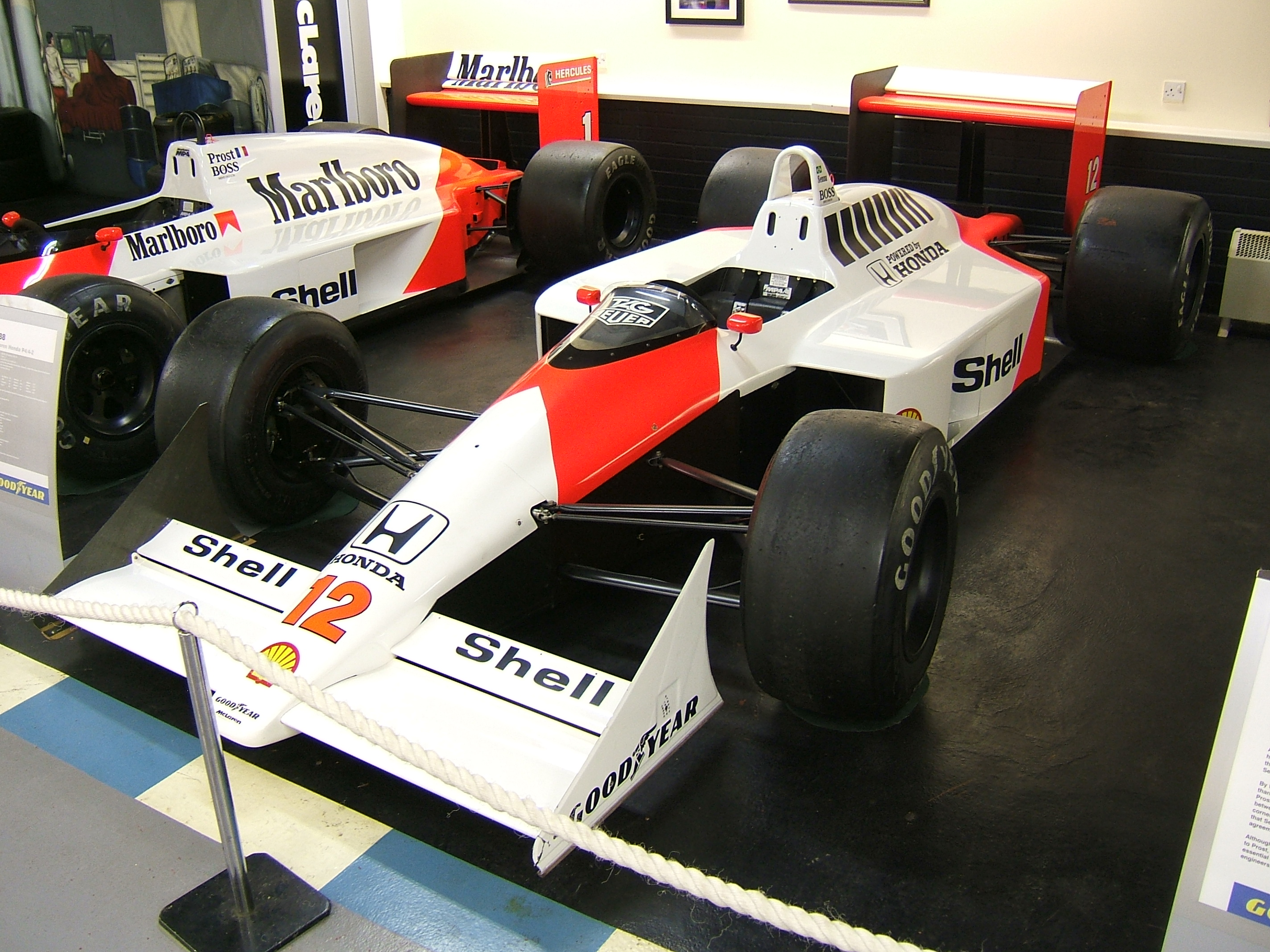
McLaren MP4/4 z 1988 roku w muzeum Donington Grand Prix Exhibition

Po przegranych z zespołem Williams mistrzostwach w sezonach 1986–1987, McLaren podpisał kontrakt z Hondą, która przyczyniła się do sukcesów Williamsa w latach 1986–1987. Do zespołu dołączył także obiecujący brazylijski kierowca – Ayrton Senna, który przeszedł z Lotusa. Jednocześnie w sezonie 1988 wprowadzono nowe regulacje dotyczące silników. Umożliwiały one korzystanie z silników bez doładowania o maksymalnej pojemności 3500 cm³ i maksymalnie 12 cylindrach. Dodatkowo samochodów z tymi silnikami nie dotyczyły ograniczenia odnośnie do ilości paliwa, które zostały zaostrzone w stosunku do samochodów używających silników z doładowaniem. Od tej pory ich baki mogły mieć maksymalnie 155 litrów pojemności, a ciśnienie doładowania zostało zmniejszone z 4 do 2,5 bara. Był to także ostatni sezon „ery turbo” – od sezonu 1989 wprowadzony został zakaz używania takich silników.
Honda prowadziła jednocześnie dwa programy budowy silników – pierwszy dotyczący ostatniej jednostki turbo oraz drugi, którego zadaniem było stworzenie silnika zgodnego z nową formułą, mającego zadebiutować w sezonie 1989. Rezultatem tego pierwszego był RA168E. Potencjał tego silnika lepiej od Lotusa wykorzystał McLaren, którego kierowcy już podczas zimowych testów wysoko oceniali szansę na zdobycie tytułów. MP4/4 projektu Steve’a Nicholsona stworzył z japońskim silnikiem niemal idealną kombinację – uznawaną za najbardziej udany samochód w historii Formuły 1. Pewnie zdobyty tytuł w klasyfikacji konstruktorów i pierwszy tytuł Ayrtona Senny, zostały poprzedzone 15 wygranymi w 16 wyścigach, 15 pole position, 10 finiszami obydwu kierowców na pozycjach 1 i 2 oraz bezprecedensową zdobyczą punktową w postaci 199 punktów. Jednym z najlepszych przykładów dominacji McLarena był wyścig o Grand Prix Monako, w którego kwalifikacjach Senna, był o 1,4 s. szybszy od Prosta i o 2,6 s. szybszy od Gerharda Bergera, który wywalczył trzecie miejsce.

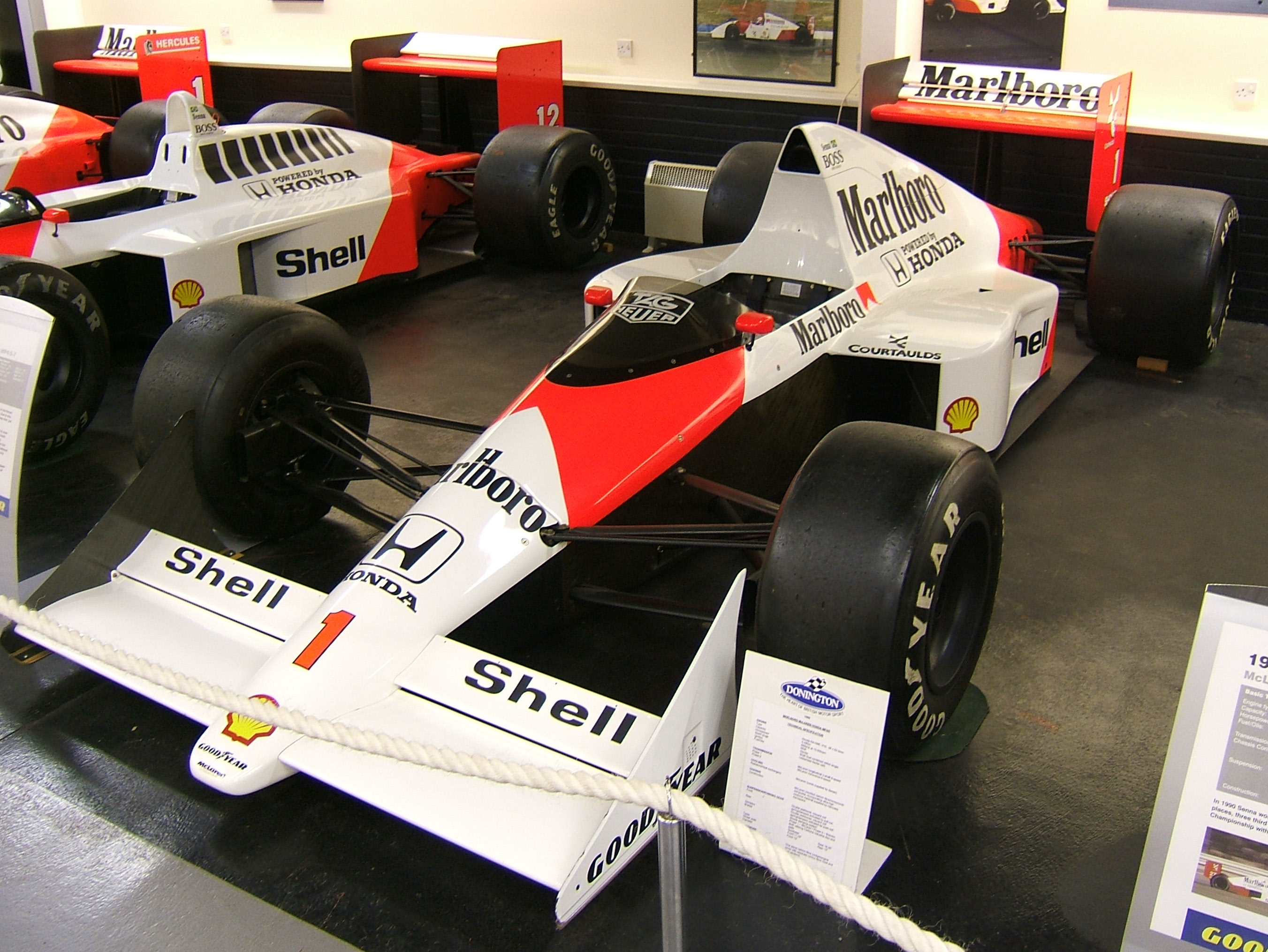
McLaren MP4/5 z 1989 roku w muzeum Donington Grand Prix Exhibition

Wspomniany wcześniej program rozwojowy atmosferycznej jednostki napędowej zaowocował modelem RA109A o pojemności 3,5 litra w układzie V10 (wariant, na który zdecydowała się jeszcze jedynie firma Renault, a który później został zaadaptowany przez innych producentów). Nowe dzieło Japończyków zostało zamontowane w McLarenie MP4/5, a kierowcami zespołu pozostali Senna i Prost, który w trakcie sezonu zaczął oskarżać Hondę o domniemaną faworyzację jego partnera i ostatecznie postanowił opuścić zespół z końcem sezonu.
Pomimo nowych regulacji technicznych duet McLaren-Honda kontynuował swoją zwycięską passę, wygrywając 10 z 16 wyścigów, zdobywając 15 pole position i obydwa tytuły trzeci rok z rzędu. Tym razem jednak, tytuł w klasyfikacji kierowców powędrował w ręce Prosta. Nie obeszło się jednak bez kontrowersji. W przedostatnim wyścigu sezonu – Grand Prix Japonii, doszło pomiędzy oboma kierowcami do celowej kolizji spowodowanej przez Prosta, w wyniku której Francuz wycofał się z wyścig. Senna wygrał wyścig, ale ostatecznie został zdyskwalifikowany za ścięcie szykany podczas powracania na tor.
Nowym partnerem Senny po odejściu Prosta do Ferrari został Austriak, Gerhard Berger. Przygotowany przez Hondę silnik RA100E został zamontowany w nowej specyfikacji B McLarena MP4/5. Pomimo silnej opozycji ze strony zespołu Ferrari, a w szczególności Prosta, McLaren-Honda zdobył trzeci tytuł z rzędu w klasyfikacji konstruktorów. Swój drugi tytuł w klasyfikacji kierowców zdobył Senna, a Berger ukończył sezon na czwartej pozycji, głównie z powodu problemów z przystosowaniem się do bolidu w początkowej fazie rywalizacji.

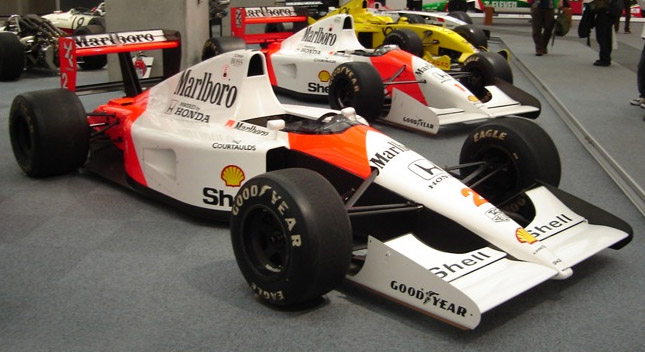
McLaren MP4/6 z 1991 roku w muzeum Donington Grand Prix Exhibition

Honda zdecydowała się na wprowadzenie zupełnie nowego silnika V12 w sezonie 1991. RA121E został zamontowany w McLarenie MP4/6. Senna, który podobnie jak Berger pozostał w zespole, wygrał cztery pierwsze wyścigi. Później nastąpiło lekkie załamanie formy McLarena i pięć kolejnych wyścigów bez wygranych. Dwukrotnie w samochodzie Senny zabrakło paliwa w trakcie wyścigu, co było spowodowane większym zapotrzebowaniem nowego silnika na paliwo. Brazylijczyk zdołał pod koniec sezonu dołożyć do końcowego dorobku jeszcze trzy wygrane. Berger odniósł tymczasem pierwszą wygraną w barwach McLarena (Grand Prix Japonii). Ostatecznie tytuły pozostały w rękach McLarena i Senny. Coraz silniejszy stawał się jednak Williams-Renault, który nieznacznie przegrał tytuł z McLarenem. W dodatku Nigel Mansell i Riccardo Patrese rozdzielili Sennę i Bergera w klasyfikacji kierowców.
Sezon 1992 McLaren rozpoczął ze zmodyfikowaną wersją MP4/6B i ulepszonym silnikiem Hondy. Po dominacji Williamsa w pierwszych pięciu rundach, Senna wygrał Grand Prix Monaco, a w sumie w całym sezonie trzy wyścigi i z dorobkiem 50 punktów został sklasyfikowany na czwartym miejscu. Jego partner wygrał o jeden wyścig mniej i z dorobkiem mniejszym o jeden punkt zajął piątą pozycję. Prym w mistrzostwach wiedli Nigel Mansell i Riccardo Patrese z Williamsa, który dzięki wielu innowacjom technicznym (m.in. aktywnemu zawieszeniu i pół-automatycznej skrzyni biegów) uzyskali znaczną przewagę nad rywalami. W klasyfikacji konstruktorów, sklasyfikowany na drugim miejscu McLaren stracił do nich 65 punktów. Był to ostatni sezon współpracy Hondy z McLarenem, a także ostatni sezon dla japońskiego koncernu przed dłuższą przerwą w F1, która trwała do sezonu 2000.

### Współpraca z Fordem, Lamborghini i Peugeotem (1993-1994)

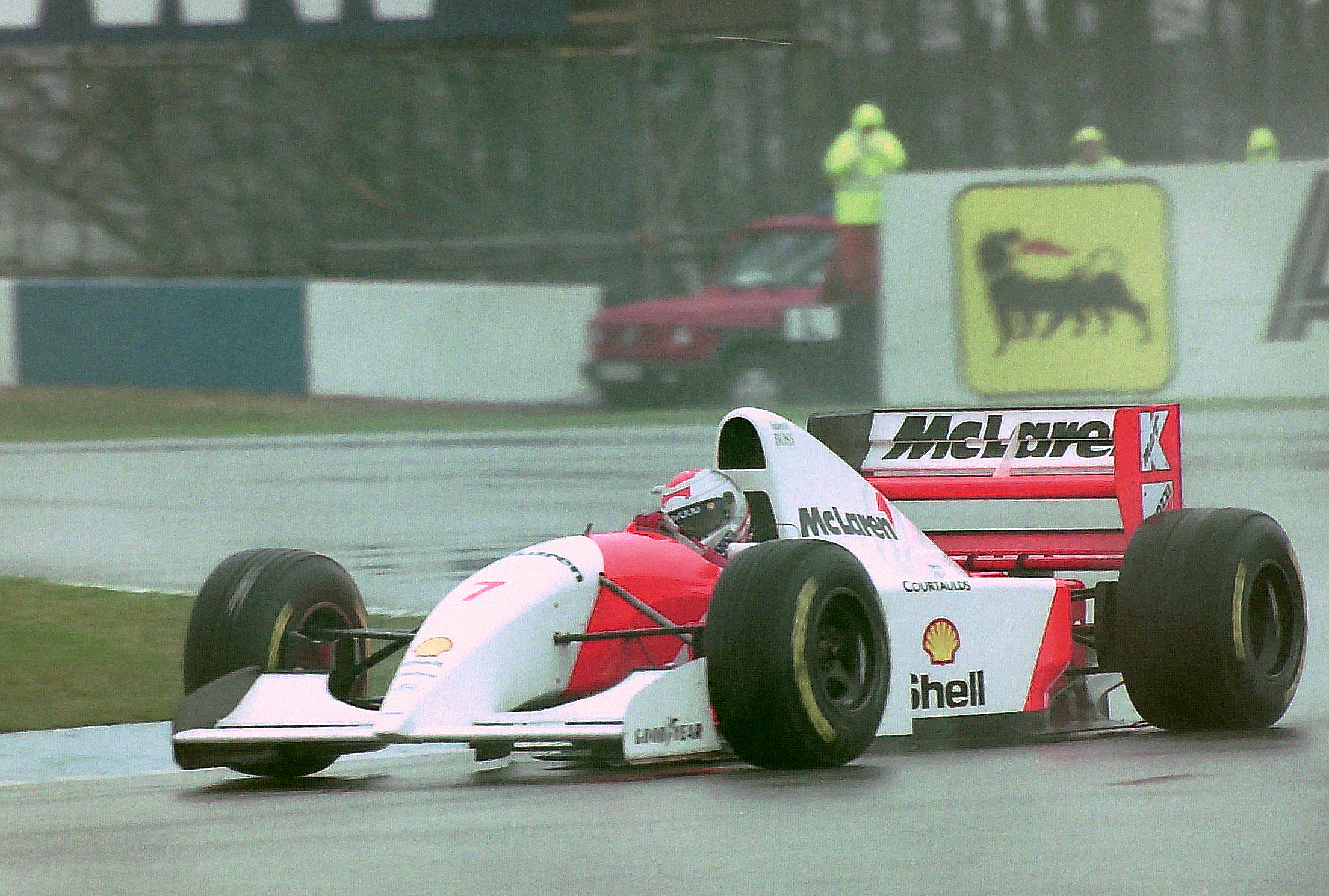
Michael Andretti podczas Grand Prix Europy 1993

Po wycofaniu się Hondy z Formuły 1, po sezonie 1992, McLaren musiał poszukać nowego dostawcy silników. Ron Dennis próbował pozyskać silniki Renault, jednak plan się nie powiódł. Ostatecznie na sezon 1993, McLaren korzystał z silników Ford. Senna, który początkowo zgodził się na podpisanie kontraktu z wyścigu na wyścig ostatecznie przejechał cały sezon, wygrywając pięć wyścigów (w tym Grand Prix Monako, które wygrał po raz szósty i Grand Prix Europy, gdzie na pierwszym okrążeniu udało mu się awansować na pozycję lidera). Znacznie gorzej wypadł kolega zespołowy Brazylijczyka, Michael Andretti. Mistrz IndyCar z 1991 zgromadził zaledwie siedem punktów i po Grand Prix Włoch, w którym zajął trzecie miejsce, został zastąpiony na trzy ostatnie wyścigi przez kierowcę testowego, Mikę Häkkinena. Ostatecznie Williams sięgnął po oba tytuły mistrzowskie, a Senna po sezonie 1993 odszedł z McLarena, przenosząc się do ekipy Franka Williamsa. W trakcie sezonu, zespół uczestniczył w siedmioodcinkowym filmie dokumentalnym A Season with McLaren, realizowanym przez BBC.
Również w trakcie sezonu 1993, McLaren przetestował dwunastocylindrowe silniki Lamborghini, ukryte pod nazwą Chrysler. Jednak przed sezonem 1994, McLaren zdecydował się na współpracę z Peugeotem. Sennę w zespole zastąpił Martin Brundle. Fin i Brytyjczyk łącznie zdobyli osiem miejsc na podium, jednak nie zdobyli pojedynczego zwycięstwa i zaledwie po jednym sezonie zakończono współpracę z francuskim producentem.

### Współpraca z Mercedesem (1995-2014)

#### Początki, zakończenie współpracy z Philip Morris (1995-1996)
28 października 1994, McLaren ogłosił długoterminowe partnerstwo z Mercedesem, który wcześniej zaopatrywał swoje silniki ekipie Sauber. Martin Brundle odszedł z zespołu, a partnerem zespołowym Häkkinena został Nigel Mansell. Brytyjczyk miał jednak problemy z samochodem, ponieważ samochód okazał się za wąski. Wobec tego na kilka wyścigów zastąpił go Mark Blundell, natomiast w Grand Prix Pacyfiku Häkkinena zastąpił Jan Magnussen. Fin zdobył dla zespołu dwa drugie miejsca w Grand Prix Włoch i Grand Prix Japonii. W klasyfikacji konstruktorów, McLaren z 30 punktami zajął czwarte miejsce.
Przy okazji weekendu wyścigowego o Grand Prix Europy 1995, McLaren ogłosił, że partnerem Miki Häkkinena na sezon 1996 zostanie David Coulthard. Rok ten był nieco lepszy w wykonaniu brytyjskiej stajni – Häkkinen czterokrotnie znajdował się na podium, Coulthard – dwukrotnie. Tak jak w poprzednich sezonach McLaren ukończył zmagania na czwartej pozycji z liczbą 49 punktów. 25 sierpnia 1996, McLaren ogłosił zakończenie 22-letniej współpracy z marką Philip Morris.

#### Powrót na szczyt (1997-1999)

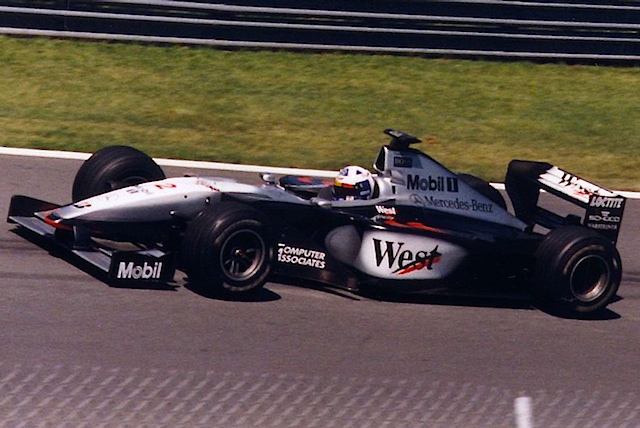
David Coulthard podczas Grand Prix Kanady 1999

Po zakończeniu współpracy z marką Philip Morris, nowym sponsorem tytularnym McLarena została marka West, należąca do firmy Reemtsma. Zespół zaczął osiągnąć pojedyncze zwycięstwa – David Coulthard wygrał Grand Prix Australii i Grand Prix Włoch, a Mika Häkkinen wygrał Grand Prix Europy, ponadto do wyścigu o Grand Prix Luksemburga Fin zdobył pierwsze pole startowe. Dodatkowo kierowcy McLarena stawali jeszcze czterokrotnie na podium. Stajnia na koniec sezonu ponownie zajęła czwarte miejsce.
Przed sezonem 1998 z rywalizacji wycofało się Renault. Nowym dyrektorem technicznym i projektantem zespołu został Adrian Newey, z którym Williams odnosił sukcesy. Zespół świetnie wykorzystał zmiany w przepisach technicznych. Häkkinen wygrał osiem wyścigów, dwa razy był drugi, raz trzeci i osiem razy stanął na pierwszym polu startowym. Coulthard wygrał natomiast tylko wyścig o Grand Prix San Marino, sześć razy był drugi, dwukrotnie trzeci i trzy razy zdobył pole position. Fiński kierowca zdobył tytuł mistrzowski z przewagą 14 punktów nad Michaelem Schumacherem, natomiast Brytyjczyk był trzeci, mając stratę 44 punktów do kolegi zespołowego. W klasyfikacji konstruktorów McLaren zwyciężył, pokonując o 23 punkty Ferrari i o 114 punktów Williamsa. Był to pierwszy podwójny tytuł mistrzowski dla McLarena od 1991. Był to ostatni sezon, w którym McLaren zdobył tytuł wśród konstruktorów.
Sezon 1999 był rokiem rywalizacji między brytyjskim zespołem a Ferrari – do samego końca rywalizacji o tytuł walczyli Häkkinen i Eddie Irvine, który otrzymał szansę po wypadku Michaela Schumachera podczas Grand Prix Wielkiej Brytanii, w którym Niemiec złamał nogę i musiał pauzować przez sześć wyścigów. Ostatecznie zwycięstwo w klasyfikacji kierowców powędrowało do Fina, który w całym sezonie wygrał pięć wyścigów, jednak w klasyfikacji konstruktorów McLaren musiał ustąpić Ferrari, które wygrało po raz pierwszy od 1983.

#### Na szczycie stawki, zakończenie współpracy z Imperial Tobacco (2000-2006)
W sezonie 2000 kontynuowano współpracę Häkkinena i Coultharda, choć było odrobinę gorzej, niż w ostatnich dwóch sezonach – kierowcy wygrali łącznie siedem wyścigów, lecz nie wystarczyło to do zdobycia tytułów mistrzowskich, po które sięgnęło Ferrari wraz z ich kierowcą, Michaelem Schumacherem. McLaren zakończył zmagania na drugiej pozycji, natomiast na tej samej pozycji w klasyfikacji kierowców został sklasyfikowany Mika Häkkinen. Podobna sytuacja miała miejsce w 2001, jednak to David Coulthard okazał się lepszy od Fina, po raz pierwszy od 1997 roku. Wtedy McLaren wygrał cztery wyścigi, w Brazylii, Austrii, Wielkiej Brytanii i w Stanach Zjednoczonych.

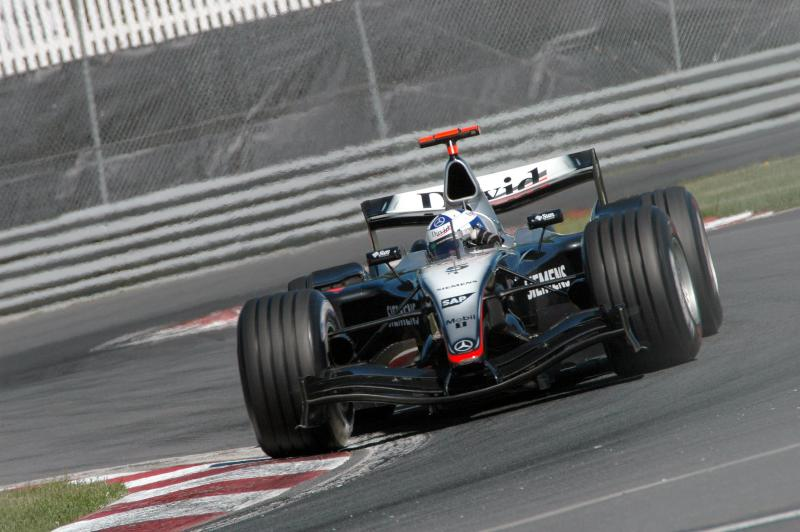
David Coulthard podczas Grand Prix Kanady 2004

We wrześniu 2001, Häkkinen ogłosił roczną przerwę w startach i jego miejsce zajął Kimi Räikkönen, wcześniej kierowca Saubera. Dwukrotny mistrz świata później ogłosił definitywne odejście z Formuły 1. Sezon 2002 był rokiem dominacji Ferrari, wygrywając piętnaście z siedemnastu wyścigów – jednym z wyścigów niewygranych przez stajnię z Maranello było Grand Prix Monako, gdzie zwycięzcą został David Coulthard. W klasyfikacji konstruktorów, McLaren zajął trzecie miejsce, zostając dodatkowo wyprzedzonym przez Williamsa.
Sezon 2003 McLaren rozpoczął z tym samym składem kierowców. Kierowcy brytyjskiej ekipy wygrali pierwsze dwa wyścigi. Jednak sytuacja była nieco skomplikowana, gdy model MP4-18 nie przeszedł testów zderzeniowych i sprawiał kłopoty w trakcie testowania, zmuszając zespół do rozwijania wersji „D” samochodu MP4-17. Mimo tego Fin do ostatniego wyścigu walczył o tytuł mistrzowski, przegrywając ostatecznie z Schumacherem o dwa punkty. Ponownie zespół znalazł się na trzecim miejscu, za Ferrari i Williamsem.
Współpraca Coultharda z Räikkönenem kontynuowana była także w sezonie 2004 – Adrian Newey przyznał, że model MP4-19 jest „debugowaną wersją MP4-18" (od Grand Prix Francji używano wersji B tego modelu). W całym sezonie Räikkönen wygrał jeden wyścig, Grand Prix Belgii, zdobywając także pole position do Grand Prix Wielkiej Brytanii. W klasyfikacji konstruktorów, McLaren zajął piąte miejsce z 69 punktami.
W sezonie 2005 dochodzi do zmiany drugiego kierowcy – partnerem zespołowym Räikkönena zostaje Juan Pablo Montoya. Z powodu kontuzji barku Kolumbijczyk był zastępowany przez Pedro de la Rosę (w Grand Prix Bahrajnu) i Alexandra Wurza (w Grand Prix San Marino). Kierowcy McLarena w sumie wygrali dziesięć wyścigów – Räikkönen był najlepszy podczas wyścigów w Hiszpanii, Monako, Kanadzie, na Węgrzech, w Turcji, Belgii i Japonii. Montoya wygrał w trzech eliminacjach – Grand Prix Wielkiej Brytanii, Grand Prix Włoch i Grand Prix Brazylii. Problemy z niezawodnością sprawiają, że McLaren przegrał walkę o tytuł mistrzowski w rywalizacji konstruktorów z Renault o dziewięć punktów. Natomiast w klasyfikacji kierowców, Kimi Räikkönen zajął drugie miejsce ze stratą 21 punktów do Fernando Alonso. W trakcie weekendu wyścigowego na Hungaroringu, ze względu na wprowadzenie zakazu reklamowania wyrobów tytoniowych, doszło do zakończenia współpracy z marką Imperial Tobacco, przez co w samochodach nie było już loga firmy West.
Przed rozpoczęciem sezonu 2006, Adrian Newey odszedł do Red Bull Racing. Po raz pierwszy od 1997, kierowcy nie odnoszą pojedynczego zwycięstwa, ponadto po Grand Prix Stanów Zjednoczonych, Juan Pablo Montoya zakończył współpracę z McLarenem, przechodząc do serii NASCAR, a miejsce Kolumbijczyka zajął Pedro de la Rosa. McLaren na koniec sezonu zajmuje trzecie miejsce w klasyfikacji konstruktorów, natomiast najlepszym kierowcą McLarena był Räikkönen, który zajął piąte miejsce tracąc 69 punktów do Alonso. Po sezonie, Fin odszedł do Ferrari w miejsce Michaela Schumachera. Brytyjski dziennikarz, Steve Matchett argumentował, że słaba niezawodność McLarena w ostatnich latach była spowodowana brakiem ciągłości i stabilności zespołu. Między innymi tego przyczyną były próby pozyskania Neweya do Jaguara i przejście do Red Bulla, zmiana siedziby zespołu i zmiany personalne w firmie Mercedesa.

#### Sponsoring tytularny Vodafone (2007-2012)

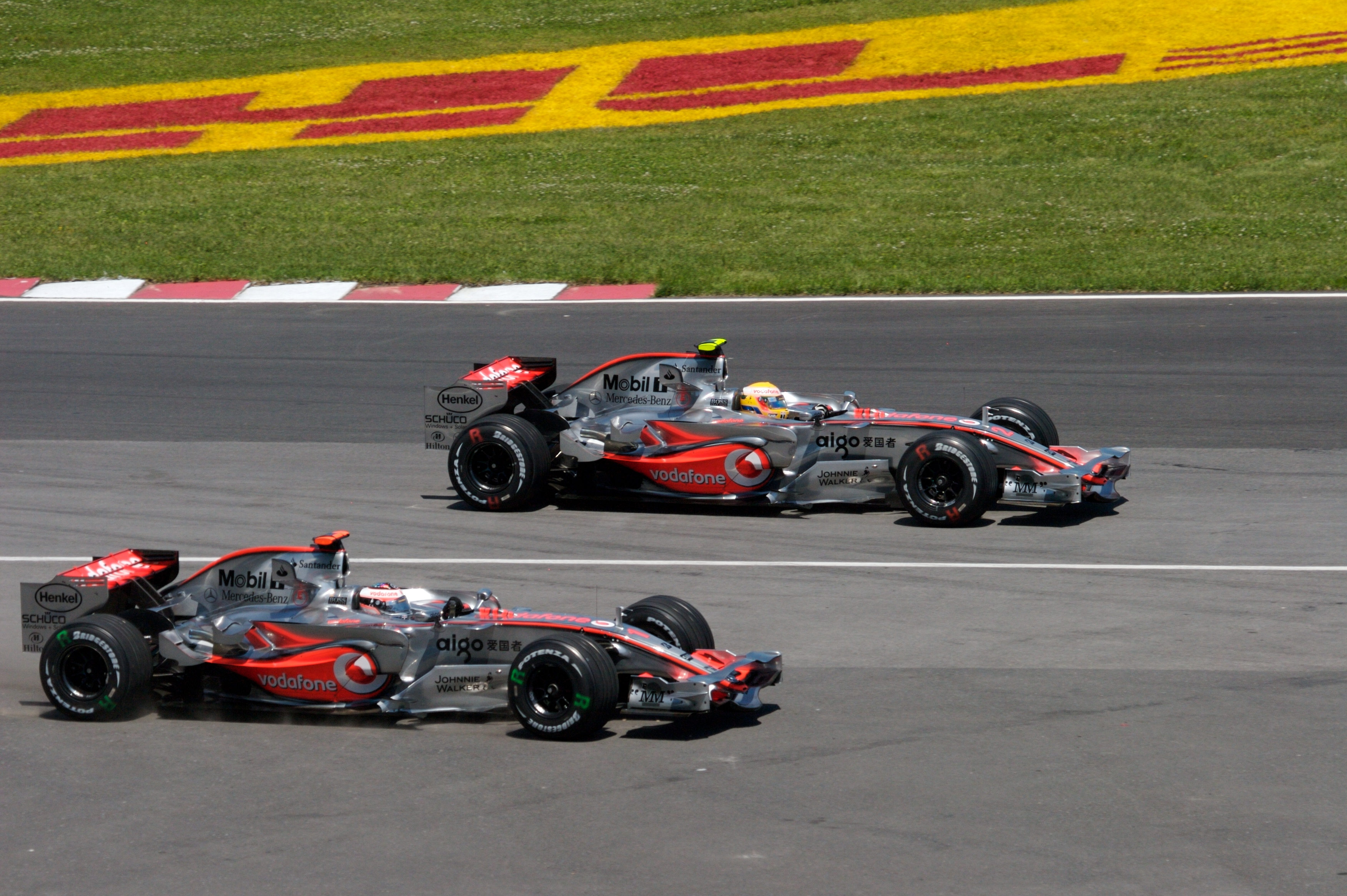
Lewis Hamilton i Fernando Alonso podczas Grand Prix Kanady 2007

14 grudnia 2005, McLaren ogłosił, że Vodafone został oficjalnym partnerem komunikacyjnym zespołu, a także sponsorem tytularnym. Zyskał także pewne prawa do wykorzystywania wizerunku zespołu w celach marketingowych. Umowa zaczęła obowiązywać od sezonu 2007, właśnie wtedy nazwa zespołu została zmieniona na Vodafone McLaren Mercedes. Doszło także do zmiany składu kierowców – nowymi reprezentantami McLarena zostali Fernando Alonso, który przeszedł z Renault i Lewis Hamilton, mistrz Serii GP2 z 2006. W całym sezonie kierowcy wygrali ośmiokrotnie, jednak w trakcie sezonu zaczęły pojawiać się nieporozumienia między kierowcami. W klasyfikacji kierowców zarówno Brytyjczyk, jak i Hiszpan mieli szanse na tytuł mistrzowski, jednak ostatecznie zwycięstwo przypadło Räikkönenowi, a Hamilton i Alonso zdobyli odpowiednio drugie i trzecie miejsce, tracąc punkt do Fina. W listopadzie 2007, McLaren i Alonso zgodzili rozwiązać umowę za obopólną zgodą, a miejsce dwukrotnego mistrza świata zajął Heikki Kovalainen, startujący do tej pory dla Renault
Sezon 2008 stał pod znakiem walki Lewisa Hamiltona z Felipe Massą. Brytyjczyk wygrał pięć wyścigów – również dojechał do mety Grand Prix Belgii jako pierwszy, uznano, że Hamilton przeciął szykanę w celu uzyskania przewagi i spadł on na trzecią pozycję. Przed finałowym wyścigiem sezonu, Grand Prix Brazylii, Hamilton miał siedem punktów przewagi nad Massą. Brazylijczyk wygrał wyścig, jednak dzięki piątej pozycji Hamiltona to Brytyjczyk mógł cieszyć się ze zdobycia tytułu mistrzowskiego, mając przewagę zaledwie punktu nad kierowcą Ferrari. Mimo zwycięstwa w Grand Prix Węgier, Kovalainen zakończył rok na siódmej pozycji. McLaren w całym sezonie zgromadził 151 punktów, co dało im drugą pozycję w klasyfikacji konstruktorów, przegrywając z włoską stajnią.

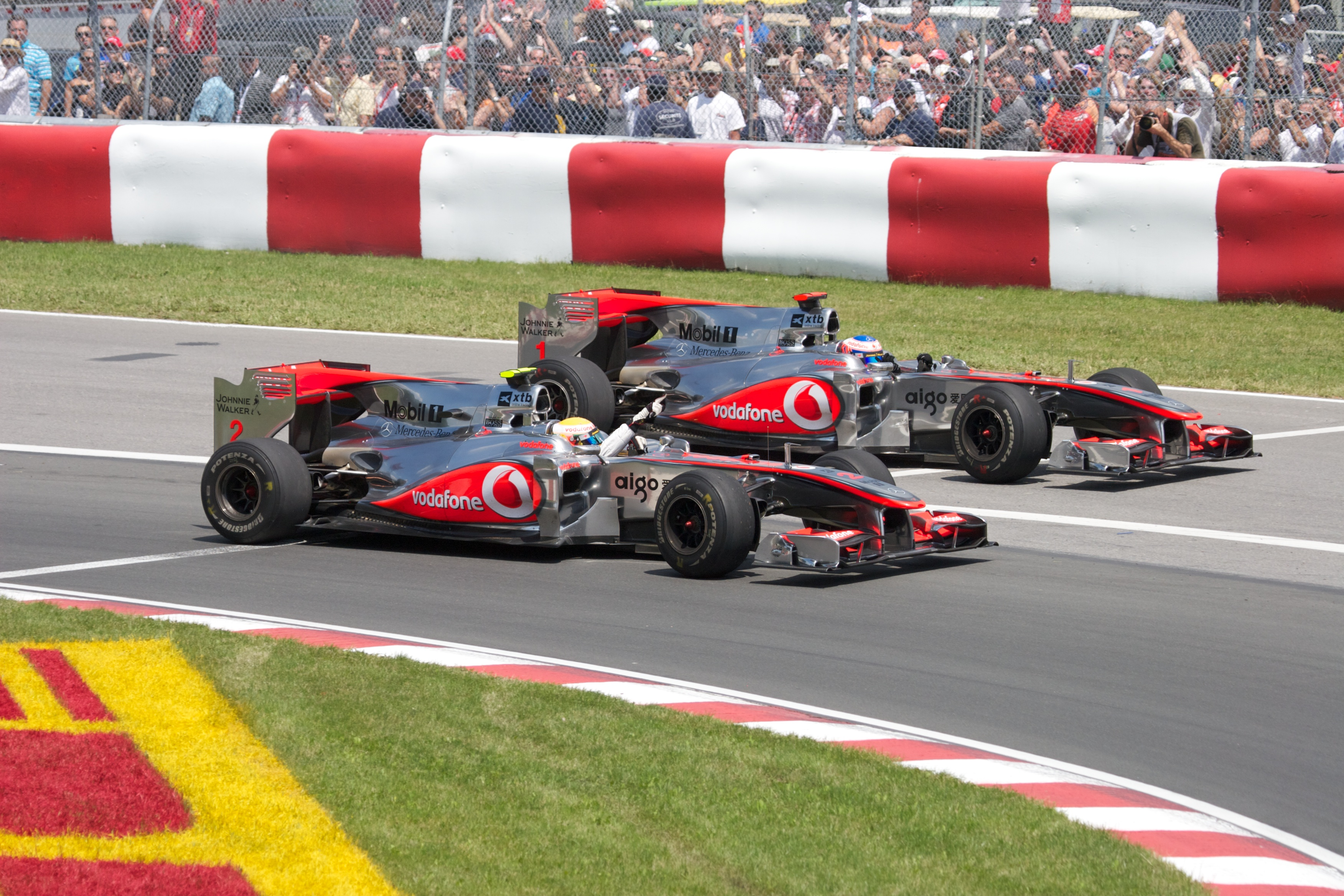
Lewis Hamilton i Jenson Button podczas Grand Prix Kanady 2010

Kolejny sezon był pełen zmian – zmieniono aerodynamikę samochodów, aby umożliwić więcej wyprzedzeń, powrócono do opon typu slick i zabroniono wszelkich dodatków aerodynamicznych używanych w poprzednim sezonie. Rok ten był zdominowany przez zespoły Brawn GP i Red Bull Racing. W całym sezonie Lewis Hamilton zapewnił McLarenowi dwa zwycięstwa – w Grand Prix Węgier i Grand Prix Singapuru. Ponadto Brytyjczyk dojechał na drugiej pozycji w Grand Prix Europy i na trzecim miejscu w Grand Prix Japonii i Grand Prix Brazylii. W klasyfikacji konstruktorów, McLaren został sklasyfikowany na trzeciej pozycji gromadząc 71 punktów.
Przed sezonem 2010 Kovalainen odszedł do Lotusa, a jego miejsce zajął Jenson Button, dzięki czemu zespół miał w pełni brytyjski skład. Zespół regularnie punktował. Button wygrał dwa wyścigi, w Australii i Chinach, natomiast Hamilton zwyciężał w wyścigach o Grand Prix Turcji, Grand Prix Kanady i Grand Prix Belgii. Sezon 2010 zakończył się dla zespołu zdobyciem tytułu wicemistrzowskiego, ze stratą 44 punktów do Red Bull Racing.
Na sezon 2011 zachowano dotychczasowy skład kierowców. Kierowcy McLarena wygrali łącznie sześć wyścigów. Hamilton był najlepszy w wyścigach o Grand Prix Chin, Grand Prix Niemiec i Grand Prix Abu Zabi, a Button wygrywał w Kanadzie, na Węgrzech i w Japonii. W klasyfikacji kierowców, lepszy okazał się Button, który zgromadził 270 punktów i zdobył wicemistrzostwo, natomiast Hamilton został sklasyfikowany na piątej pozycji z 227 punktami. W klasyfikacji konstruktorów, drugi raz z rzędu McLaren zajął drugą pozycję z dorobkiem 497 punktów.
Przed sezonem 2012 nie dokonano znaczących zmian w składzie zespołu, zarówno jeśli chodzi o kierownictwo, jak i o kierowców. Kierowcy McLarena rozpoczęli sezon na wysokim poziomie. Button wygrał wyścig o Grand Prix Australii, w którym Hamilton stanął na trzecim stopniu podium. Również w kolejnych dwóch wyścigach Hamilton był trzeci, a Button stanął na drugim stopniu podium w Chinach. W dalszej części sezonu kierowcy wygrywali jeszcze sześciokrotnie. Hamilton był najlepszy w Kanadzie, na Węgrzech, we Włoszech i w Stanach Zjednoczonych, a Button zwyciężał w wyścigach o Grand Prix Belgii i Grand Prix Brazylii. Mimo większej liczby zwycięstw niż w poprzednim sezonie, Hamilton i Button zakończyli sezon poza podium klasyfikacji generalnej, a w klasyfikacji konstruktorów McLaren został sklasyfikowany na trzecim miejscu.

##### Afera szpiegowska
W trakcie sezonu 2007 wybuchła afera szpiegowska, w którą zamieszane były zespoły McLaren i Ferrari. Brytyjski zespół został oskarżony o przekazywanie tajnych informacji technicznych Ferrari, a osobami najbardziej zamieszanymi w całą sprawę byli Mike Coughlan oraz Nigel Stepney, kierownik techniczny włoskiej ekipy.
Na pierwszej rozprawie McLaren został uznany winnym złamania artykułu 151c Międzynarodowego Kodeksu Sportowego, jednak nie została wymierzona kara. Z tej decyzji nie byli zadowoleni m.in. Flavio Briatore (szef Renault), Luigi Macaluso (prezydent Włoskiej Federacji Samochodowej) i zespół Ferrari, który zamierzał podać do sądu McLarena. Po licznych głosach niezadowolenia FIA postanowiła wznowić śledztwo. W trakcie śledztwa ujawniono, że Pedro de la Rosa i Fernando Alonso, za pomocą sms-ów, e-maili czy rozmów telefonicznych wymieniali się uwagami dotyczącymi danych technicznych Ferrari. Ostatecznie, w wyniku afery szpiegowskiej odebrano wszystkie punkty zespołowi w klasyfikacji konstruktorów, a McLaren musiał zapłacić karę w wysokości 100 milionów dolarów.

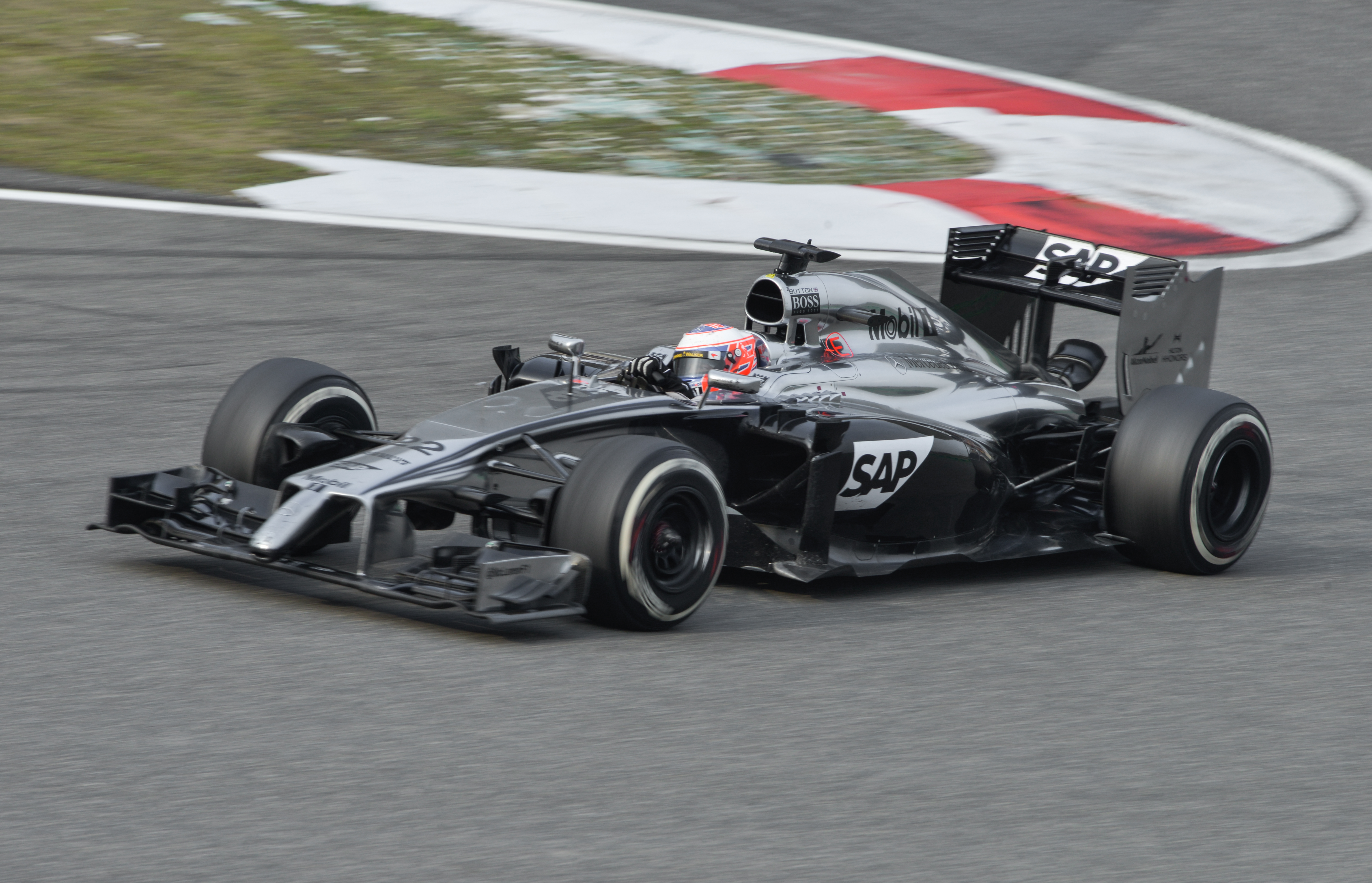
Jenson Button podczas Grand Prix Chin 2014

#### Końcowe lata współpracy (2013-2014)
28 września 2012 poinformowano, że Lewis Hamilton, począwszy od sezonu 2013 będzie kierowcą Mercedesa, a jego kokpit zajmie Sergio Pérez, dotychczasowy kierowca Saubera. Model MP4-28 miał dać nadzieje na walkę o tytuły, jednak efekt był niezadowalający – po raz pierwszy od 1980 żaden z kierowców McLarena nie stanął na podium wyścigu, a najlepszy wynik zanotował Jenson Button, który dojechał w Grand Prix Brazylii na czwartej pozycji. W klasyfikacji konstruktorów McLaren został sklasyfikowany na piątej pozycji z liczbą 122 punktów. 14 listopada 2013, McLaren ogłosił, że kierowcami zespołu w sezonie 2014 będą Jenson Button i Kevin Magnussen.
Po sezonie 2013, doszło do wielu zmian personalnych w ekipie. Niespodziewanie w styczniu 2014 roku Ron Dennis został mianowany przez udziałowców nowym dyrektorem wykonawczym McLarena. Szef grupy McLaren zastąpił na tym stanowisku Martina Whitmarsha. Dennis przeprowadził restrukturyzację zespołu, w ramach której dyrektorem wyścigowym zespołu został Éric Boullier, były szef Lotusa. Sezon ten oznaczał również znaczące zmiany w budowie silnika, ale i także w budowie bolidu i aerodynamice. Ponadto po sezonie 2013, zespół utracił sponsoring tytularny Vodafone’a.
Podczas pierwszego wyścigu sezonu, Grand Prix Australii, Magnussen i Button, po dyskwalifikacji Daniela Ricciardo, zajęli odpowiednio drugie i trzecie miejsce. Jak się potem okazało, był to najlepszy start zespołu w sezonie. Blisko podium znajdował się Jenson Button, który dojeżdżał na czwartej pozycji w Kanadzie, Wielkiej Brytanii i Rosji. Sezon był jednak nieco lepszy od poprzedniego. Zespół uzbierał łącznie 181 punktów, co dało piąte miejsce w końcowej klasyfikacji konstruktorów.

### Powrót do współpracy z Hondą (2015-2017)

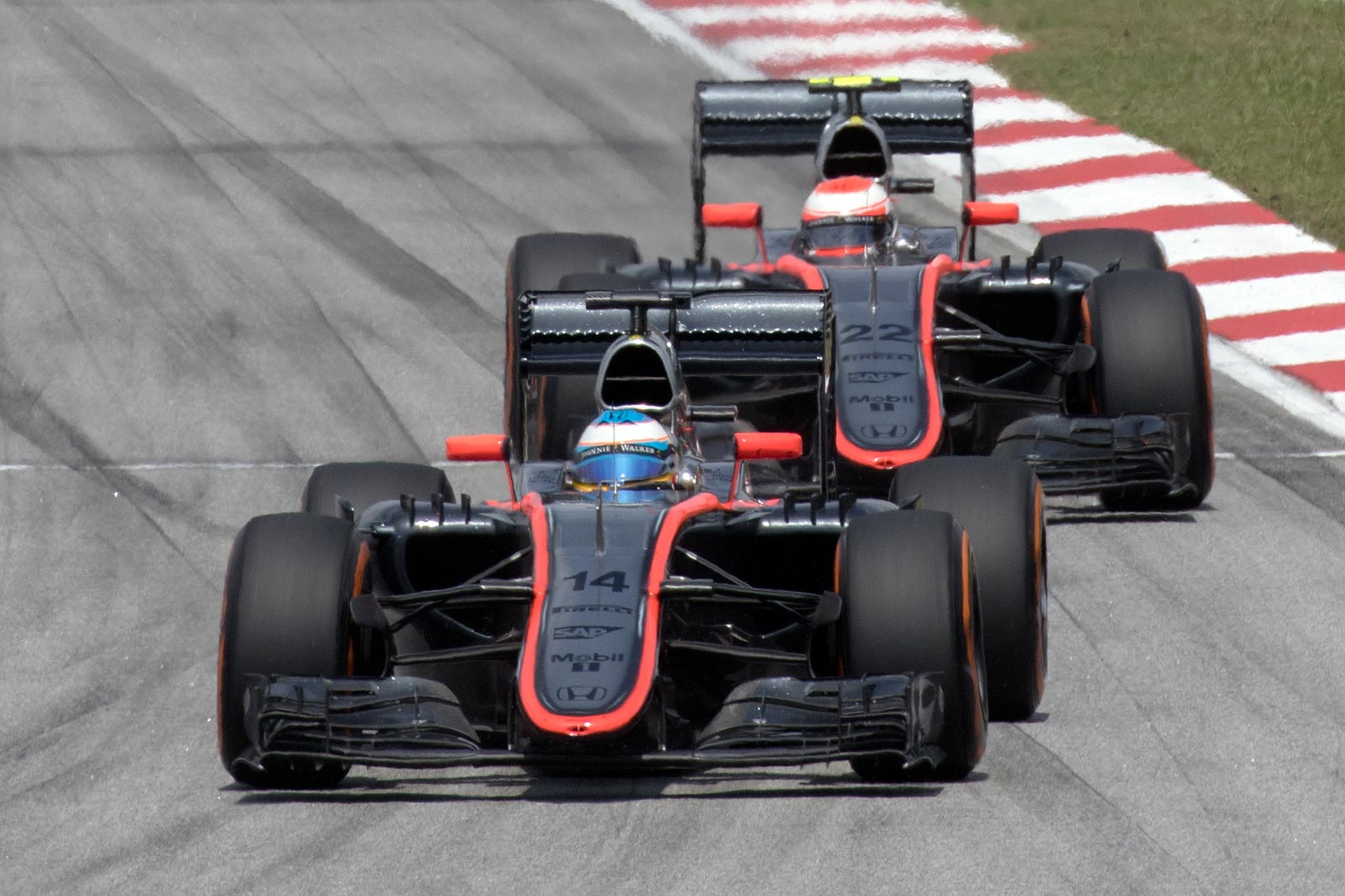
Fernando Alonso i Jenson Button podczas Grand Prix Malezji 2015

16 maja 2013, Honda potwierdziła powrót do Formuły 1 jako dostawca jednostek napędowych dla McLarena od sezonu 2015, odnawiając tym samym współpracę z zespołem. Kierowcami na sezon 2015 zostali Jenson Button i Fernando Alonso, który powrócił do stajni po ośmiu latach, natomiast Kevin Magnussen powrócił do roli kierowcy testowego. Podczas testów przedsezonowych na torze Circuit de Barcelona-Catalunya, Alonso uderzył w betonowy mur i doznał wstrząśnienia mózgu, w wyniku czego Kevin Magnussen zastąpił go w pierwszym wyścigu sezonu, Grand Prix Australii. W niej Jenson Button zajął jedenastą pozycję, z dwoma okrążeniami straty do Lewisa Hamiltona, ponadto był ostatnim kierowcą, który dojechał do mety eliminacji. Po znacznej zawodności i początkowych sugestiach, że silnik Hondy był słabszy w porównaniu z konkurentami, stały wzrost wydajności ostatecznie spowodował, że Button zdobył pierwsze punkty w sezonie podczas Grand Prix Monako, gdzie zajął ósme miejsce. Z kolei ta sztuka udała się Alonso podczas Grand Prix Wielkiej Brytanii. Grand Prix Węgier było najlepszą eliminacją w sezonie dla McLarena, gdzie Alonso i Button zajęli odpowiednio piąte i dziewiąte miejsce. Po czterech wyścigach bez punktów, Button zajął dziewiąte miejsce w Grand Prix Rosji i szóste w Grand Prix Stanów Zjednoczonych. W klasyfikacji konstruktorów, McLaren zajął dziewiąte miejsce z 27 punktami, co było najgorszym wynikiem McLarena od 1980.
W sezonie 2016, McLaren pozostawił Fernando Alonso i Jensona Buttona w składzie kierowców. Drugi rok współpracy z Hondą był bardziej obiecujący niż pierwszy, ponieważ zespół był w stanie częściej walczyć o punkty. Sezon ten rozpoczął się kolizją Alonso z Estebanem Gutiérrezem podczas Grand Prix Australii, w którym Hiszpan doznał złamania żebra i miał niewielką odmę opłucną. Po niedopuszczeniu hiszpańskiego kierowcy do udziału w Grand Prix Bahrajnu, partnerem zespołowym Brytyjczyka był na ten wyścig Stoffel Vandoorne, który zdobył dla zespołu pierwszy punkt w sezonie, zajmując dziesiąte miejsce. Zespół zdobył kolejne punkty w Rosji, gdzie Alonso i Button zajęli odpowiednio szóste i dziesiąte miejsce. Deszczowy wyścig w Monako przyniósł najlepszy wyścig w sezonie dla zespołu, gdzie Alonso zajął piąte miejsce, utrzymując za sobą przez wiele okrążeń Nico Rosberga, natomiast Button dojechał na dziewiątym miejscu. Podczas kwalifikacji do Grand Prix Austrii, Jenson Button zanotował najlepszy wynik sezonu, zajmując szóste miejsce. Po rozczarowującym występie w Grand Prix Wielkiej Brytanii, zespół zdobywał punkty w trzech następnych wyścigach. Fernando Alonso i Jenson Button zajęli w klasyfikacji kierowców odpowiednio dziesiąte i piętnaste miejsce, natomiast McLaren ukończył sezon na szóstej pozycji z 76 punktami.

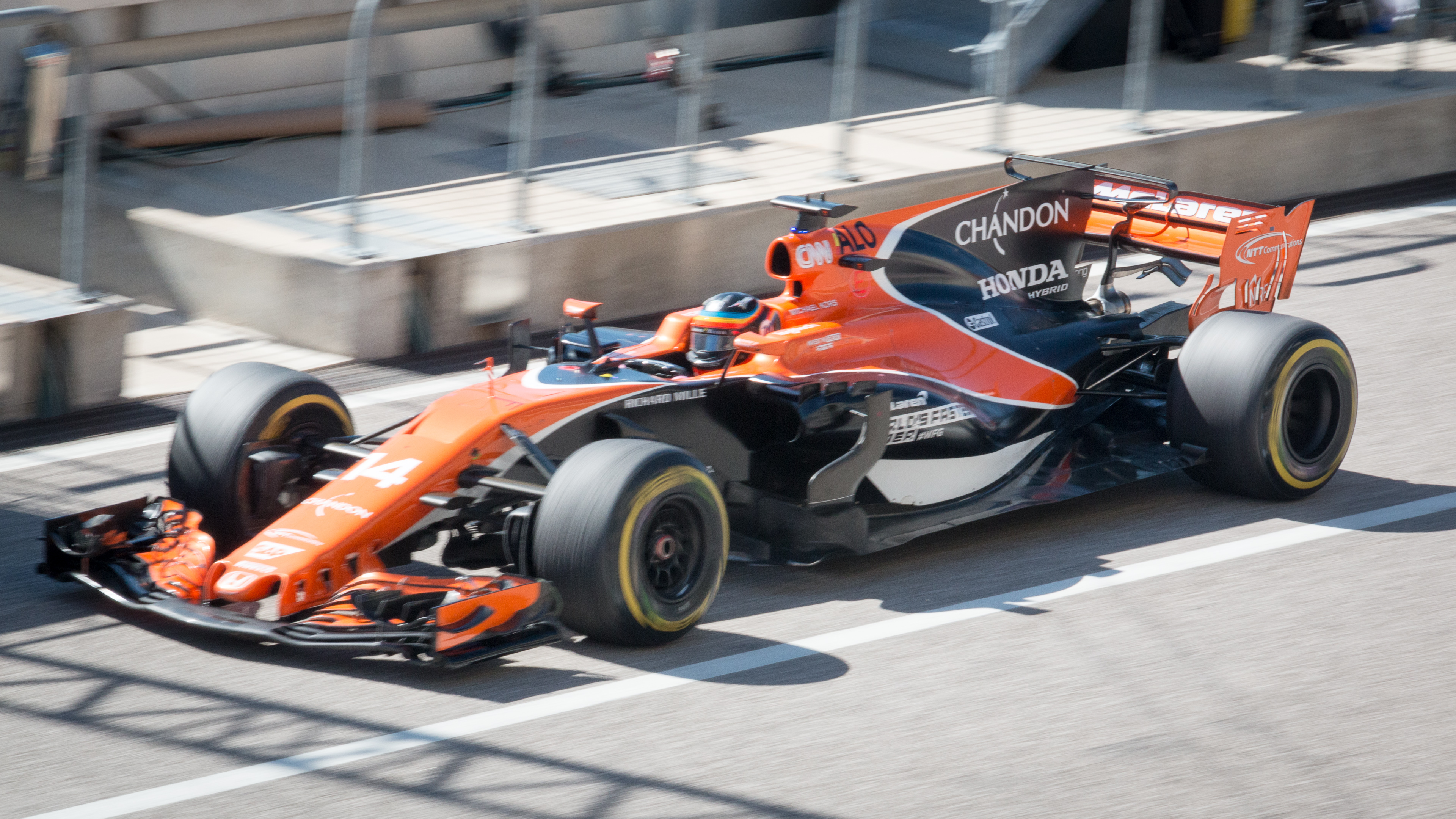
Fernando Alonso podczas Grand Prix Stanów Zjednoczonych 2017

3 września 2016, McLaren ogłosił, że reprezentantami zespołu będą Fernando Alonso i Stoffel Vandoorne, natomiast Jenson Button ogłosił roczną przerwę od startów w Formule 1. W lutym 2017, McLaren poinformował o dołączeniu Lando Norrisa do ich programu rozwojowego
Ze względu na udział Fernando Alonso w wyścigu Indianapolis 500, podczas Grand Prix Monako do kokpitu powrócił Jenson Button. Pierwsze punkty w sezonie dla ekipy zdobył Hiszpan podczas Grand Prix Azerbejdżanu, zajmując dziewiątą pozycję. Natomiast Grand Prix Węgier było najlepszym wyścigiem sezonu dla zespołu, gdzie Alonso zajął szóstą, a Vandoorne dziesiątą pozycję. Kolejne punkty zdobywał Belg w wyścigach w Singapurze i Malezji, zajmując dwukrotnie siódme miejsce, natomiast Hiszpan w trzech ostatnich eliminacjach dojeżdżał na punktowanych pozycjach. Sezon 2017 stajnia zakończyła na przedostatniej, dziewiątej pozycji w klasyfikacji konstruktorów z liczbą 30 punktów, wyprzedzając tylko Saubera.

### Współpraca z Renault (2018-2020)
15 września 2017, McLaren ogłosił, że z końcem sezonu 2017 zakończy współpracę z Hondą i będą korzystać z silników Renault. Szef zespołu, Éric Boullier przyznał, że słabe wyniki zespołu w sezonach 2015-2017 były „wizerunkową katastrofą”. Kierowcami zespołu pozostali Fernando Alonso i Stoffel Vandoorne.
Na otwarcie sezonu 2018, w Grand Prix Australii, Fernando Alonso zaliczył najlepszy wynik od Grand Prix Monako 2016, zajmując piąte miejsce. Hiszpan wówczas powiedział, że McLaren będzie walczył o awans na szczyt stawki, stawiając za cel walkę z Red Bull Racing. Po dobrym początku sezonu, zdobywając punkty w kolejnych czterech wyścigach, McLaren do końca sezonu zdobył zaledwie 22 punkty, o osiem punktów mniej niż w tym samym czasie w sezonie 2017. Pierwszy sezon współpracy McLarena i Renault zakończyło się szóstą pozycją brytyjskiej stajni w klasyfikacji konstruktorów, zdobywając 62 punkty. 14 sierpnia 2018, Fernando Alonso ogłosił, że nie będzie rywalizował w sezonie 2019, kończąc przygodę z Formułą 1, natomiast kilka dni później ogłoszono, że zespół nie przedłuży kontraktu ze Stoffelem Vandoorne’em.

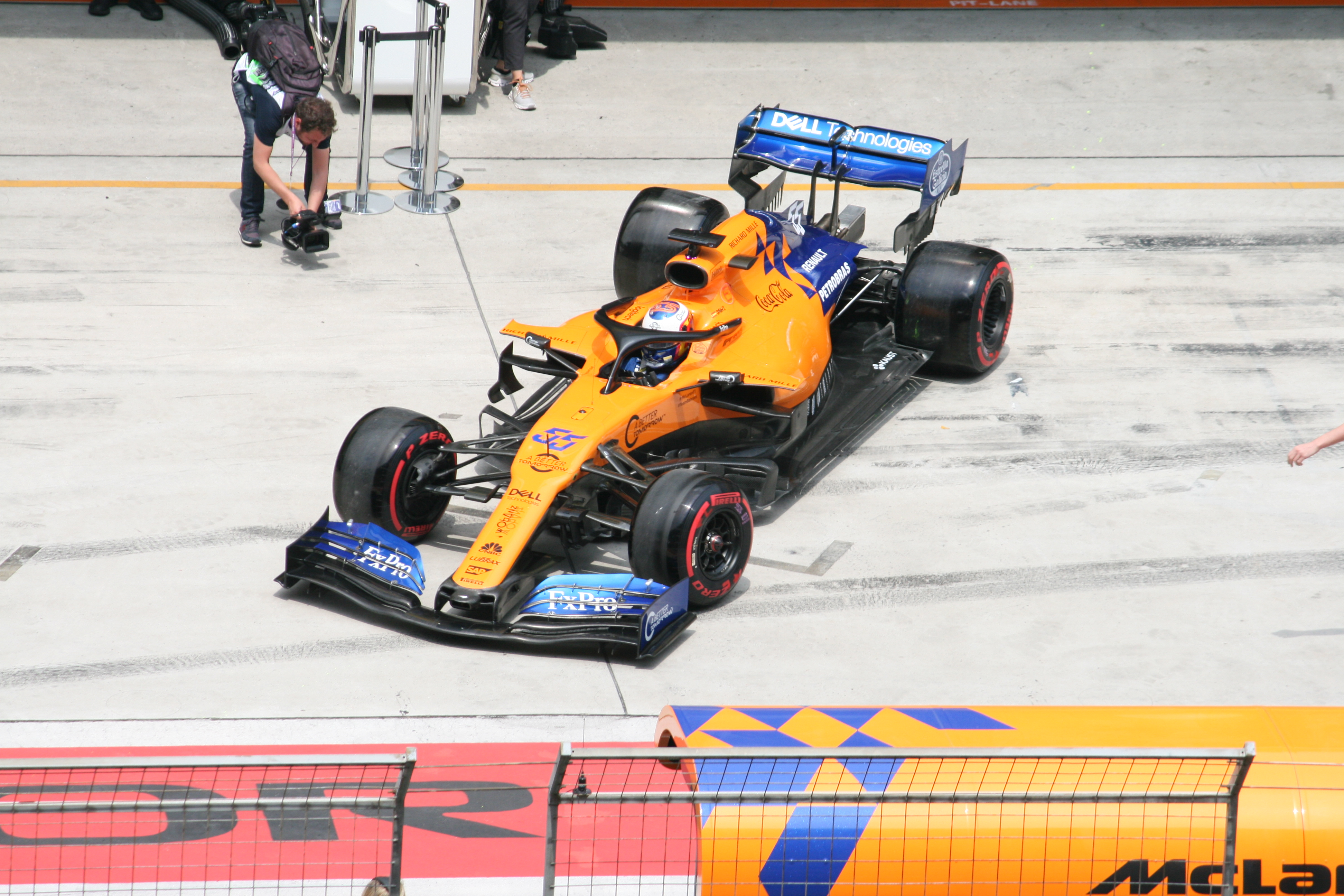
Carlos Sainz Jr. podczas Grand Prix Chin 2019

Sezon 2019 stajnia rozpoczęła z nowym składem kierowców. Nowymi reprezentantami McLarena zostali Carlos Sainz Jr., dotychczas startujący w Renault i Lando Norris, wicemistrz Formuły 2 z 2018. Rok ten był zdecydowanie lepszy dla zespołu, okazując się najlepszym konstruktorem spoza czołowej trójki. Podczas Grand Prix Brazylii, Sainz dojechał do mety na czwartej pozycji, jednak potem ukarano Lewisa Hamiltona za kolizję z Alexandrem Albonem doliczeniem pięciu sekund do końcowego wyniku, co dało Hiszpanowi ostatecznie awans na trzecią pozycję i pierwsze podium od Grand Prix Australii 2014. Kierowcy zespołu łącznie zdobyli 145 punktów, co dało im czwarte miejsce w klasyfikacji konstruktorów, wyprzedzając swojego najbliższego konkurenta, Renault. W klasyfikacji kierowców, Carlos Sainz Jr. zajął szóste miejsce z 96 punktami, natomiast Lando Norris został sklasyfikowany na jedenastej pozycji, zdobywając 49 punktów.
W trakcie sezonu 2019, zespół ogłosił pozostawienie dotychczasowego składu kierowców na sezon 2020. Przed wyścigiem o Grand Prix Australii, ze względu na pozytywny wynik testu na SARS-CoV-2 u jednego z pracowników McLarena, brytyjski zespół postanowił wycofać się z udziału, lecz ostatecznie wyścig został odwołany. Kierowcy częściej zdobywali punkty, ponadto dwukrotnie stali na podium – Norris podczas Grand Prix Austrii 2020, zajmując trzecie miejsce, po karze dla Lewisa Hamiltona, natomiast Sainz dojechał do mety Grand Prix Włoch 2020 na drugiej pozycji. W klasyfikacji kierowców, Carlos Sainz Jr. zajął szóste miejsce ze 105 punktami, natomiast Lando Norris został sklasyfikowany cztery pozycje niżej, zdobywając 97 punktów. W klasyfikacji konstruktorów, McLaren walczył z Racing Point o trzecie miejsce w klasyfikacji konstruktorów, wygrywając tę walkę, zdobywając 202 punkty, o siedem punktów więcej od Racing Point, jednak zespół z Silverstone otrzymał karę odjęcia piętnastu punktów, w wyniku protestu Renault ws. kanałów chłodzenia hamulców.

### Powrót do współpracy z Mercedesem (od 2021)
We wrześniu 2019, zespół ogłosił, że nie przedłuży umowy z Renault na dostawy silników, informując także powrocie do współpracy z Mercedesem od sezonu 2021. 14 maja 2020 ogłoszono, że Carlos Sainz Jr. podpisze kontrakt z Ferrari na starty w sezonach 2021-2022, natomiast tego samego dnia McLaren ogłosił zakontraktowanie Daniela Ricciardo.
W sezonie 2021 zespół wykorzystał bolid McLaren MCL35, który zostanie przystosowany do nowego producenta jednostki napędowej. Nowa wersja bolidu zostanie oznaczona dodatkowo literą „M”. 15 lutego 2021 w siedzibie McLaren Technology Centre w Woking odbyła się oficjalna prezentacja nowego bolidu. Ze względu na zmianę dostawcy jednostek napędowych McLaren MCL35 został przeprojektowany. Linia podwozia, a także znaczące dla aerodynamiki elementy nadwozia, m.in. tylne skrzydło oraz obudowa skrzyni biegów uległy zmianom, co skutkowało, że zespół McLaren, jako jedyny zespół w sezonie 2021 wystąpił o ponowną homologację bolidu. McLaren MCL35M przeszedł pozytywnie testy zderzeniowe FIA w grudniu 2020. W trakcie sezonu, Norris trzykrotnie stanął na najniższym stopniu podium – w Imoli, Monako i Austrii. Podczas Grand Prix Włoch 2021 kierowcy McLarena zaliczyli dublet – zwyciężył Ricciardo przed Norrisem, co było pierwszym dubletem brytyjskiej ekipy od Grand Prix Kanady 2010 i pierwsze zwycięstwo od Grand Prix Brazylii 2012. Pierwszy sezon ponownej współpracy McLarena i Mercedesa zakończył się czwartym miejscem w klasyfikacji konstruktorów, gdzie kierowcy zespołu wywalczyli w sumie 275 punktów

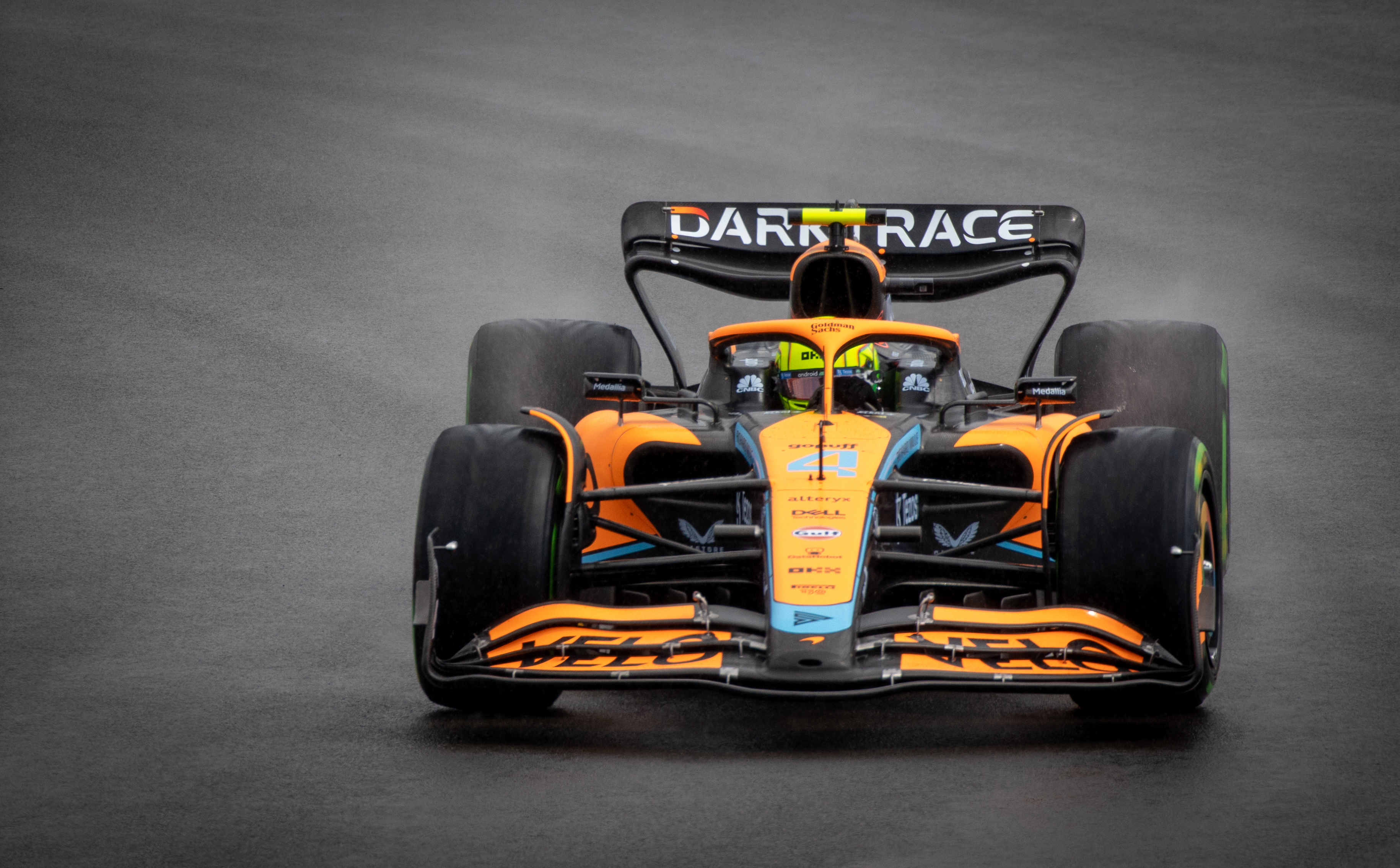
Lando Norris podczas Grand Prix Wielkiej Brytanii 2022

W sezonie 2022 McLaren pozostawił Lando Norrisa i Daniela Ricciardo w składzie kierowców. Zespół często zdobywał punkty, jednak tylko Brytyjczykowi udało się ukończyć wyścig na podium, zajmując trzecie miejsce w Grand Prix Emilii-Romanii 2022.  W klasyfikacji konstruktorów, McLaren zajął piąte miejsce, zdobywając w sumie 159 punktów.
Pod koniec sierpnia 2022, McLaren poinformował o zakończeniu współpracy z Danielem Ricciardo po zakończeniu sezonu 2022. Jego miejsce zajął Oscar Piastri po tym, kiedy Komisja FIA ds. sporów kontraktowych uznała, że Alpine nie miała praw do usług australijskiego kierowcy. Z okazji 60-lecia istnienia zespołu, McLaren nazwał samochód MCL60. Ponadto nowym szefem zespołu, po odejściu Andreasa Siedla, został Andrea Stella. Sezon 2023 rozpoczął się od kilku problemów, co skutkowało restrukturyzacją działu technicznego – w jej wyniku James Key ustąpił z funkcji dyrektora technicznego. Jego miejsce przed sezonem 2024 zajmie Rob Marshall, wcześniej pracujący dla Red Bulla, zaś od 1 stycznia 2024 dyrektorem technicznego do spraw koncepcji bolidu zostanie David Sanchez. Przed wyścigiem w Austrii, Norris punktował trzykrotnie, zaś Piastri – dwa razy. Po wprowadzeniu poprawek do modelu MCL60, kierowcy zespołu zaczęli być konkurencyjni – Brytyjczyk dwukrotnie dojeżdżał do mety na drugiej pozycji (w Wielkiej Brytanii i na Węgrzech). Australijczyk również w obu wyścigach punktował, zajmując odpowiednio czwarte i piąte miejsce.
Sezon 2024 to popis kierowców zespołu – Norris aż trzynastokrotnie stanął na podium, w tym wygrał cztery wyścigi (w Miami, Holandii, Singapurze i Abu Zabi), natomiast Piastri ośmiokrotnie kończył wyścigi na podium, w tym wygrał wyścigi o Grand Prix Węgier i Grand Prix Azerbejdżanu. Równa forma reprezentantów McLarena sprawiła, że zespół sięgnął po tytuł mistrzowski w klasyfikacji konstruktorów, gromadząc po ostatnim wyścigu 666 punktów.

## Charakterystyka zespołu

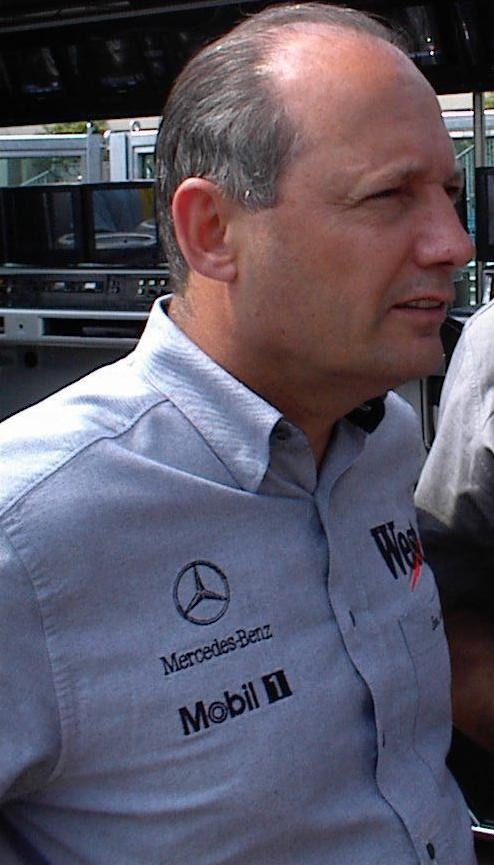
Ron Dennis (zdjęcie wykonane podczas Grand Prix Monako 2000) był prezesem McLaren Group w latach 1980–2016 i szefem zespołu do 2009

McLaren Racing jest częścią McLaren Group, w której znajdują się także McLaren Automotive i McLaren Applied. Zespół pracuje w budynku McLaren Technology Center w Woking, którego otwarcie nastąpiło 12 maja 2004.

### Własność
Od początku istnienia zespołu, właścicielem stajni był Bruce McLaren. Po śmierci McLarena w czerwcu 1970, Teddy Mayer przejął stajnię. W 1981 roku doszło do połączenia ekipy z zespołem Project Four Racing, kierowanym przez Rona Dennisa. Dennis został nowym szefem zespołu i w późniejszym czasie wykupił akcję pierwotnych udziałowców McLarena, w celu przejęcia pełnej kontroli nad ekipą.
Ron Dennis był szefem zespołu w latach 1980–2009, jednak przed sezonem 2009 oddał tę rolę Martinowi Whitmarshowi. 16 stycznia 2014 ogłoszono powrót Rona Dennisa do roli dyrektora wykonawczego McLaren Group, usuwając stanowisko szefa zespołu Formuły 1. Kilka dni później, Éric Boullier został mianowany dyrektorem wyścigowym, stając się odpowiedzialny za zespół wyścigowy. Francuz zrezygnował z tej roli w lipcu 2018, a następnie powołano Gila de Ferrana na stanowisko dyrektora sportowego. Ponadto, Andrea Stella został mianowany na dyrektora ds. wydajności. Od początku maja 2019, dyrektorem zarządzającym zespołu był Andreas Seidl. Przed sezonem 2020, Andrea Stella awansował do roli dyrektora wyścigowego. W grudniu 2022, Seidl odszedł do Saubera, zaś jego miejsce zajął Andrea Stella.
21 listopada 2016, Zak Brown został ogłoszony nowym dyrektorem wykonawczym McLaren Technology Group po tym, kiedy Ron Dennis został z niej odsunięty. Natomiast 10 kwietnia 2018, Brown został dyrektorem generalnym McLaren Racing w ramach McLaren Group.
McLaren Racing Limited jest spółką w 100% zależną od McLaren Group. W 2000, Daimler, firma macierzysta Mercedesa wykupiła 40% udziałów, które posiadali do 2009, kiedy niemiecka marka zakupiła udziały w zespole Brawn GP, jednocześnie sprzedając swoje udziały McLarenowi. W 2020 roku, około 56% udziałów posiadała bahrańska firma inwestycyjna Mumtalakat, 14% do Mansoura Ojjeha, 10% do Michaela Latifiego, ojca Nicholasa Latifiego, a pozostałe 20% należy do pozostałych akcjonariuszy. W grudniu 2020, McLaren poinformował, że MSP Sports Capital zostało udziałowcem stajni, które do 2022 roku ma nabyć 35% udziałów.